# USS Spokane (CL-120)
USS Spokane (CL-120/CLAA-120/AG-191) var en lätt kryssare av Juneau-klass i den amerikanska flottan.

## Konstruktion och tjänstgöring
USS Spokane kölsträcktes den 15 november 1944 vid Federal Shipbuilding and Drydock Company i Kearny, New Jersey, sjösattes den 22 september 1945 och togs i bruk den 17 maj 1946.
Spokane flyttades till Bayonne, New Jersey, och sedan till Brooklyn, New York, vartefter hon seglade till Guantanamobasen, Kuba, den 24 juni för att genomföra sjötester, övningar och vapentester. Hon återvände till New York den 11 september. Kryssaren tilldelades 2:a flottan för tjänstgöring i Europa och seglade till Plymouth, England, den 7 oktober.

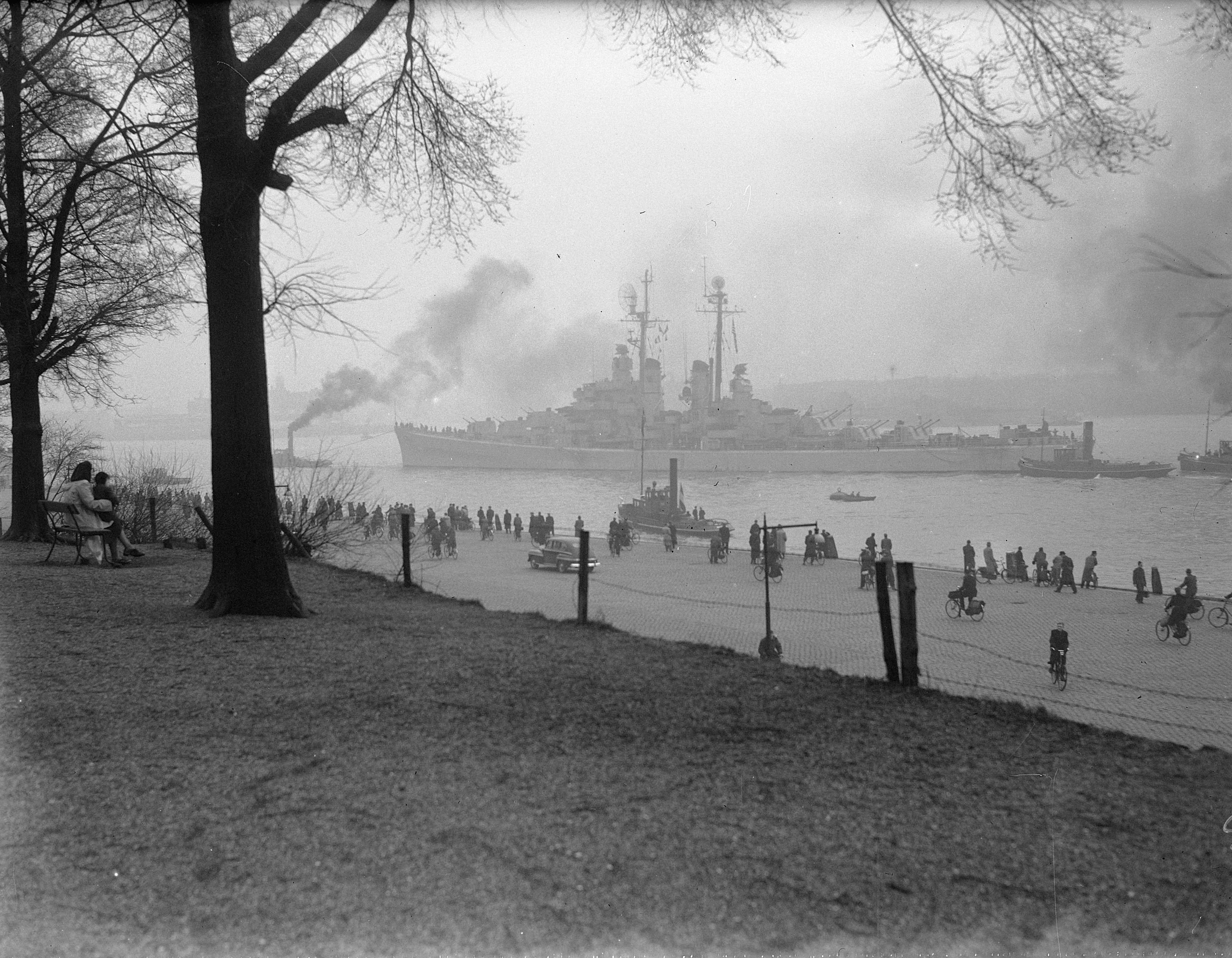
USS Spokane i Rotterdam

Spokane var baserad i brittiska hamnar fram till mitten av januari 1947. Under sin resa besökte hon Skottland, Irland, Norge och Danmark. Den 27 januari lämnade hon Plymouth och fortsatte till USA via Portugal, Gibraltar och Guantanamo, där hon deltog i flottövningar innan hon anlände till Norfolk, Virginia, den 18 mars. Efter övningar i Chesapeake Bay under sommaren utfördes underhållsarbete vid Brooklyn Navy Yard från den 22 september till den 14 oktober. Kryssaren återvände till Norfolk för Navy Day den 27 oktober och förberedde sig sedan för en ny utstationering.
Spokane lämnade Norfolk den 29 oktober och träffade andra enheter i den 2:a insatsflottan för övningar utanför Bermuda fram till den 8 november, då hon seglade till England. Hon anlände till Plymouth den 16 november och fick tjänstgöra vid Naval Forces, Eastern Atlantic and Mediterranean. Kryssaren besökte Bremerhaven i Tyskland den 24-26 november och återvände till England. I februari 1948 anlöpte fartyget Rotterdam, Nederländerna, där det fick besök av prins Bernhard den 17 februari. Den 1 mars seglade Spokane från Plymouth mot den amerikanska östkusten och anlände till Norfolk den 11 mars. Den 18 mars ändrades hennes beteckning till CLAA-120.
Spokane spenderade tiden mellan den 27 maj till den 15 september för en översyn vid New York Navy Yard. Den 4 januari 1949 seglade fartyget med USS Philippine Sea och USS Manchester till Medelhavet. När kryssaren befann sig i Aten den 25 januari fick hon ett kungligt besök av Greklands kung Paul och drottning Fredrika. Spokane deltog i krigsspel med enheter från 6:e flottan och besökte hamnar i Turkiet, Italien, Frankrike, Sardinien, Tunisien, Libyen och Algeriet innan hon återvände till Norfolk den 23 maj.
Spokane fungerade under sommaren som ett utbildningsfartyg för flottans reservstyrkor från 4:e flottdistriktet och deltog sedan i övningar i Virginia Capes-området.
Den 24 oktober 1949 seglade Spokane till New York för att inaktiveras. Den 27 februari 1950 placerades hon i reserv i New York. Den 1 april 1966 fick hon det nya skrovnumret AG-191 för att användas som testfartyg för sonarutrustning. Den 15 april 1972 ströks Spokane ur flottans register. Hon såldes som skrot till Luria Brothers & Company, Inc. den 17 maj 1973.